# Luigi Santarella
Luigi Santarella (Corato, 12 settembre 1886 – Milano, 7 settembre 1935) è stato un ingegnere italiano.

## Biografia
Studiò ingegneria presso il Politecnico di Milano, dove fu anche docente (1920-1935) di Costruzioni in cemento armato e di Ponti e strutture speciali, considerato il più grande teorico italiano del cemento armato.
Sempre presso il Politecnico di Milano fondò la prima scuola di specializzazione per le applicazioni del cemento armato, della quale fu anche aiuto direttore.
Santarella condusse inoltre esperimenti per la valutazione del comportamento del calcestruzzo armato presso il Gabinetto Costruzione di Ponti, e progettò numerosi ponti in calcestruzzo armato, contribuendo all'elaborazione delle teorie per l'analisi di questo tipo di strutture.

## Pubblicazioni
Gran parte della persistente fama di Santarella è però da attribuirsi alle sue pubblicazioni, manuali di tecnica delle costruzioni in calcestruzzo armato che (grazie a varie rielaborazioni e aggiornamenti alle normative che si sono succedute nel tempo) sono tuttora impiegati.
Tra i più noti ricordiamo:
- L. Santarella ed E. Miozzi, Ponti italiani in cemento armato, Milano, Hoepli, 1924.
- L. Santarella, Il cemento armato nelle costruzioni civili ed industriali, Milano, Hoepli, 1926 (2 vol).
- L. Santarella, Ponti in muratura ed in cemento armato. Fondazioni, opere marittime, Milano, Gruppo Universitario Fascista Milanese, 1929.
- L. Santarella, La tecnica delle fondazioni con particolare riguardo alla costruzione dei ponti e delle grandi strutture, Milano, Hoepli, 1930.
- L. Santarella ed E. Miozzi, Ponti italiani in cemento armato. Seconda raccolta, Milano, Hoepli, 1932.
- L. Santarella, Arte e tecnica dell'evoluzione dei ponti. I ponti in legno, in pietra, in ferro, in cemento armato, Milano, Hoepli, 1933.
- L. Santarella, Il cemento armato, Milano, Hoepli, 4ª ed., 1936 (3 vol).

La sua pubblicazione più diffusa è però il Prontuario del cemento armato, giunto nel 1997 alla XXXVII edizione aggiornata alle normative del 1996. Questo manuale pratico-operativo per il calcolo delle strutture in calcestruzzo armato è basato sul metodo di calcolo alle tensioni ammissibili, metodo destinato dalle attuali tendenze normative ad essere progressivamente sostituito dal metodo degli stati limite di esercizio.
A Luigi Santarella è dovuta anche la ideazione di un regolo per il calcolo delle strutture in cemento armato, usato da tanti Ingegneri fino all'avvento dei calcolatori elettronici, chiamato appunto "Il Santarellino".
Lo si ricorda, inoltre, per la traduzione di vari testi fondativi della moderna teoria del calcolo delle strutture:
- E. Mörsch, Teoria e pratica del cemento armato, (a cura di Luigi Santarella), Milano, Hoepli, 1923.
- E. Müller-Breslau "La scienza delle costruzioni" (4 vol, a cura di Carlo Rossi Luigi Santarella), Milano, Hoepli, 1927.

## Premi
Luigi Santarella è stato insignito della Medaglia d'oro dagli Ordini di Ingegneri e Architetti.